# Schota Dmitrowitsch Chabareli
Schota Dmitrowitsch Chabareli (georgisch შოთა დიმიტრის ძე ხაბარელი, russisch Шота Дмитрович Хабарелі; * 26. Dezember 1958 in Dzlevisjvari, Munizipalität Kareli, Innerkartlien, Georgische SSR) ist ein ehemaliger sowjetischer Judoka. Er trat im Halbmittelgewicht (bis 78 kg) an, 1980 war er Olympiasieger in dieser Gewichtsklasse.
Chabareli erreichte bei den Europameisterschaften 1979 das Finale und erhielt die Silbermedaille hinter Harald Heinke aus der DDR. Ebenfalls 1979 gewann er mit der sowjetischen Mannschaft die Mannschaftseuropameisterschaft. Beim olympischen Turnier 1980 in Moskau besiegte er Heinke bereits im Achtelfinale. Durch Siege über den Bulgaren Georgi Petrow und den Rumänen Mircea Frățică erreichte er das Finale, dort gewann er gegen den Kubaner Juan Ferrer mit einer Yuko-Wertung. Bei den Mannschaftseuropameisterschaften 1980 gewannen die Franzosen vor der sowjetischen Mannschaft.
1981 erkämpfte Chabareli die Bronzemedaille bei den Europameisterschaften. Im Jahr darauf erreichte er das Finale bei den Europameisterschaften 1982 und erhielt die Silbermedaille hinter Mircea Frățică. Bei den Mannschaftseuropameisterschaften 1982 gewann Frankreich vor der Sowjetunion. 1983 gewann Chabareli bei den Europameisterschaften wieder die Bronzemedaille; nachdem er im Halbfinale gegen den Finnen Seppo Myllylä unterlag, gewann er den Kampf um Bronze gegen den westdeutschen Frank Wieneke. Im gleichen Jahr gewann Chabareli bei den Weltmeisterschaften in Moskau seine einzige WM-Medaille. Er erkämpfte Bronze gegen den Franzosen Jean-Michel Berthet, nachdem er im Halbfinale gegen den Japaner Nobutoshi Hikage verloren hatte. 1985 war Chabareli noch einmal Mannschaftseuropameister.
Chabareli arbeitete nach seiner Judokarriere als Judotrainer und betreute über viele Jahre die georgische Nationalmannschaft.